# Lijst van voetbalinterlands Curaçao - Trinidad en Tobago
Deze lijst van voetbalinterlands is een overzicht van alle officiële voetbalwedstrijden tussen de nationale teams van Curaçao en Trinidad en Tobago. De landen speelden tot op heden vier keer tegen elkaar. De eerste ontmoeting, een groepswedstrijd tijdens de Caribbean Cup 2014, werd gespeeld in Montego Bay (Jamaica) op 11 november 2014. Het laatste duel, een groepswedstrijd tijdens de CONCACAF Nations League 2023/24, vond plaats op 17 oktober 2023 in Willemstad.

## Wedstrijden
| № | Plaats        | Datum            | Competitie                      | Wedstrijd                    | Uitslag |
| - | ------------- | ---------------- | ------------------------------- | ---------------------------- | ------- |
| 1 | Montego Bay   | 11 november 2014 | Caribbean Cup 2014              | Curaçao – Trinidad en Tobago | 2 – 3   |
| 2 | Willemstad    | 5 juni 2015      | Vriendschappelijk               | Curaçao – Trinidad en Tobago | 1 – 0   |
| 3 | Port of Spain | 7 september 2023 | CONCACAF Nations League 2023/24 | Trinidad en Tobago − Curaçao | 1 − 0   |
| 4 | Willemstad    | 17 oktober 2023  | CONCACAF Nations League 2023/24 | Curaçao − Trinidad en Tobago | 5 − 3   |
| 5 | Port of Spain | 5 september 2025 | WK 2026 kwalificatie            | Trinidad en Tobago – Curaçao |         |
| 6 | Willemstad    | 14 oktober 2025  | WK 2026 kwalificatie            | Curaçao − Trinidad en Tobago |         |

## Samenvatting
| Competitie              | Totaal gespeeld | Winst Curaçao | Gelijk | Winst Trinidad en T. | Doelsaldo Curaçao – Trinidad en T. |
| ----------------------- | --------------- | ------------- | ------ | -------------------- | ---------------------------------- |
| CONCACAF Nations League | 2               | 1             | 0      | 1                    | 5 − 4                              |
| Caribbean Cup           | 1               | 0             | 0      | 1                    | 2 − 3                              |
| Vriendschappelijk       | 1               | 1             | 0      | 0                    | 1 − 0                              |
| Totaal                  | 4               | 2             | 0      | 2                    | 8 − 7                              |

Wedstrijden bepaald door strafschoppen worden, in lijn met de FIFA, als een gelijkspel gerekend.